# Bromme (Rennwagen)
Bromme war ein US-amerikanischer Chassis-Hersteller der seine Wagen zwischen 1937 und 1963 in der nordamerikanischen Monoposto-Rennszene zum Einsatz brachte.

## Einsätze im Rahmen der AAA-National-Serie
Bromme-Rennwagen kamen in der AAA-National-Serie sowie deren Nachfolgeserie, der USAC National Championship Trail, zum Einsatz. Die Wagen waren grundsätzlich mit Offenhauser-Motoren ausgestattet. Ein Versuch einen Bromme mit einem Chevrolet-Motor in der letzten Saison 1963 zum Einsatz zu bringen wurde nach 2 vergeblichen Qualifikationsversuchen offensichtlich aufgegeben.
Insgesamt sind 67 Einsätze von Bromme-Rennfahrzeugen belegt, von denen ein Großteil (46) mit Ausfällen bzw. Startverzicht oder Nicht-Qualifikationen endete. In der belegten Renngeschichte sind als beste Ergebnisse 5 erzielte Podiumspositionen und eine Poleposition verzeichnet:
- 3. Platz durch Duke Nalon beim Syracuse 100 1938 auf dem New York Fairgrounds Circuit[5]
- 3. Platz durch Eddie Zalucky beim Atlanta 100 1947 auf dem Lakewood Speedway[6]
- 3. Platz durch Bill Sheffler beim Atlanta 100 1948 auf dem Lakewood Speedway[7]
- 3. Platz durch Bill Sheffler beim 2. Lauf des DuQuoin 100 1948 auf dem DuQuoin State Fairgrounds Circuit[8]
- 3. Platz durch George Connor beim DuQuoin 100 1949 auf dem DuQuoin State Fairgrounds Circuit[9]
- Pole-Position durch Jimmy Reece beim Bobby Ball Memorial 1955 auf dem Arizona State Fairgrounds Circuit[10]

## Einsätze im Rahmen der Formel-1-WM
1951 fuhr Rodger Ward einen Bromme mit Offenhauser-Motor beim 500-Meilen-Rennen von Indianapolis, fiel nach einem Defekt an der Ölpumpe aber aus. Travis „Spider“ Webb fuhr 1952 und 1954 in Indianapolis einen Bromme. Auch er sah die Ziellinie nicht und musste beide Male mit technischem Defekt aufgeben. Genauso erging es Bob Scott 1953, den ein Leck in der Ölwanne vorzeitig stoppte.